# عمر الراوي
عمر محمد نور الراوي هو سياسي نمساوي ينتمي للحزب الديمقراطي الاشتراكي النمساوي، ويشغل حالياً منصب عضو برلمان مدينة فيينا وعضو مجلسها البلدي.

## أسرته
ولد في بغداد، العراق في 8 أيار 1961، نشأ وترعرع فيها البصرة. أبوه هو محمد نور بن محمد بن سعيد بن عبد الغني بن محمد الشافعي الراوي (ولد عام 1925) الذي شغل مناصب إدارية في مؤسسة الموانئ العراقية في البصرة حتى إحالته على التقاعد بسبب رفضه الانتماء لحزب البعث العربي الإشتراكي ثم تعرضه للاعتقال بعد حكم الإعدام الغيابي على شقيقه اللواء الركن عبد الغني الراوي.
أما والدته فهي الطبيبة النمساوية «هارتا موهلبرجر» (توفيت في 2007) خريجة كلية الطب في جامعة فيينا وقد تزوجت من السيد محمد نور الراوي في عام 1955 وأنجبت عمر وسوسن. بقيت في العراق حتى عام 1991 عندما عادت إلى النمسا.
تزوج من تزوج السيدة سارة الطباطبائي عام 1988. ولهما ثلاث بنات وولد واحد هم مريم وياسين وآمنة وفاطمة.

## نشاطاته وأعماله
أكمل عمر الراوي دراسته الثانوية في بغداد، ثم التحق بجامعة فيينا ليدرس الهندسية التكنولوجية ليحصل منها عام 1990 على درجة الماجستير في الهندسة المدنية، ويعمل حاليا في شركة "شتراباغ [الإنجليزية]".
كان عضوا في اتحاد الطلبة النمساوي [الإنجليزية] للفترة من 1978 إلى 1990. كما شغل مناصب وعمل في وظائف متعلقة بالتشييد والإنشاءات آخرها وظيفته الحالية في "شتراباغ [الإنجليزية]".
يشغل عمر الراوي منصب موظف التكامل [الألمانية] في منظمة الهيئة الإسلامية في النمسا منذ عام 1999. وفي عام 2001 أسس مبادره المسلمين والمسلمات النمساويين (بالألمانية: Initiative muslimischer ÖsterreicherInnen) مع طرفة بغجاتي وكارلا آمنة بغجاتي [الألمانية] ومضر خوجة وأندريا صالح، كما يشغل منصب عضو برلمان مدينة فيينا وعضو مجلسها البلدي منذ عام 2002.
أقنع رئيس وزراء النمسا ورئيس جمهوريتها بتوجيه دعوة رمضانية لتناول طعام الإفطار على مائدة القصر الجمهوري، تضم وجهاء الجالية الإسلامية في عاصمة الأناقة والجمال. ثم أصبحت فكرة الدعوة قائمة كتقليد رسمي منذ عام 2003. ثم حذت بعض الحكومات الأوربية الأخرى حذو النمسا، حتى صارت دعوة الإفطار من الأنشطة الثابتة في رمضان. كما كان له دور فاعل في افتتاح أول مقبرة إسلامية في فيينا، وفي إطلاق اسم المفكر النمساوي محمد أسد على إحدى الساحات.

## روابط خارجية
- الصفحة الشخصية لعمر الراوي  على فيسبوك.
- صفحة عمر الراوي في موقع مجلس مدينة فيينا
- برلماني عراقي يقود كتائب التعمير في النمسا، مقالة في صحيفة المستقبل كتبها كاظم فنجان الحمامي.